# Hydrocotyle umbellata
Hydrocotyle umbellata,  es una planta acuática que crece en un hábitat húmedo, arenoso.  Es originaria de América del Norte y partes de América del Sur. También se puede encontrar creciendo como una especie introducida y, a veces una mala hierba nociva en otros continentes. Es una mala hierba comestible que se puede utilizar en ensaladas. En México recibe el nombre de ombligo de Venus, y en Cuba se la llama quitasolillo.

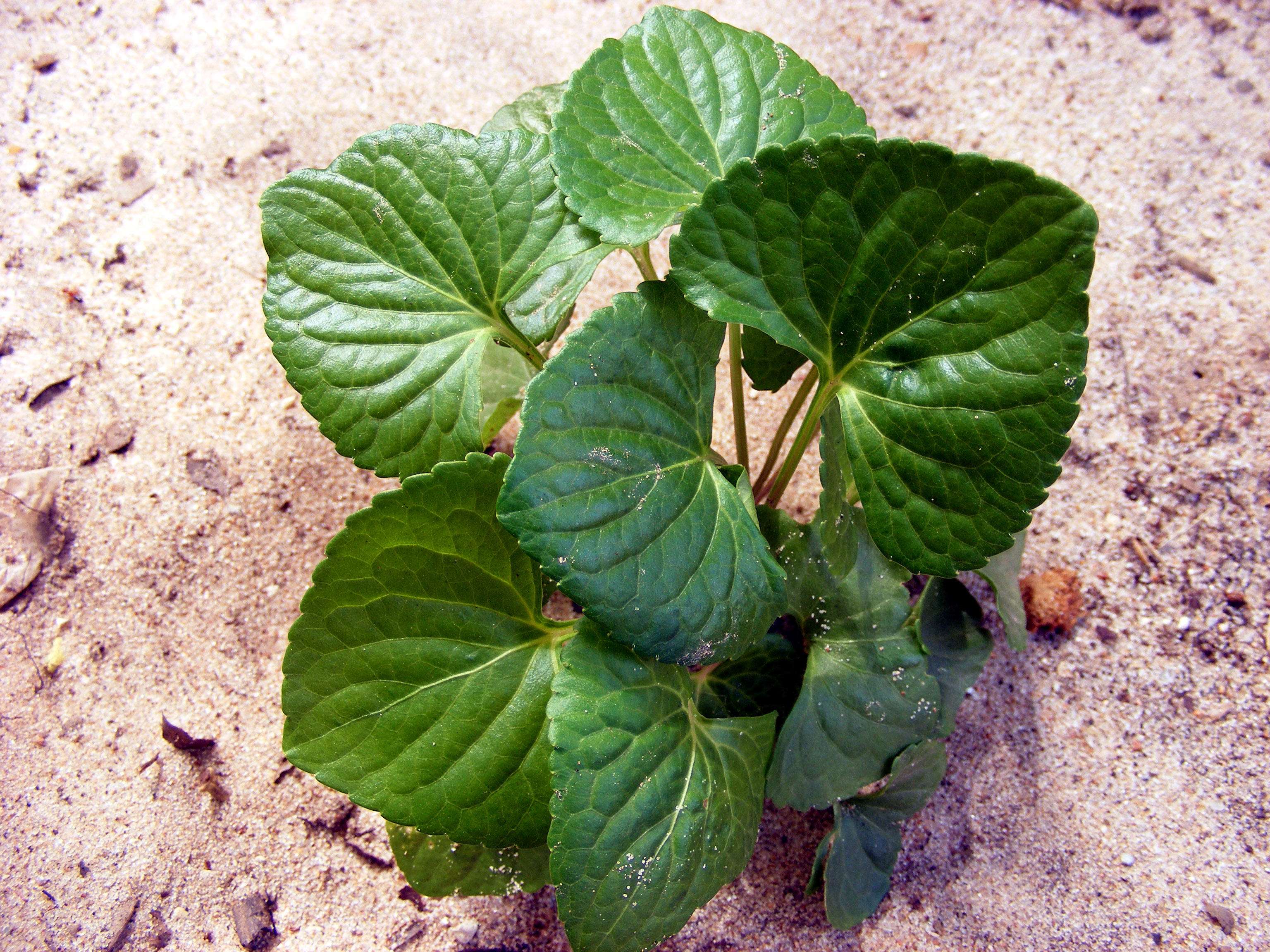
Vista de la planta

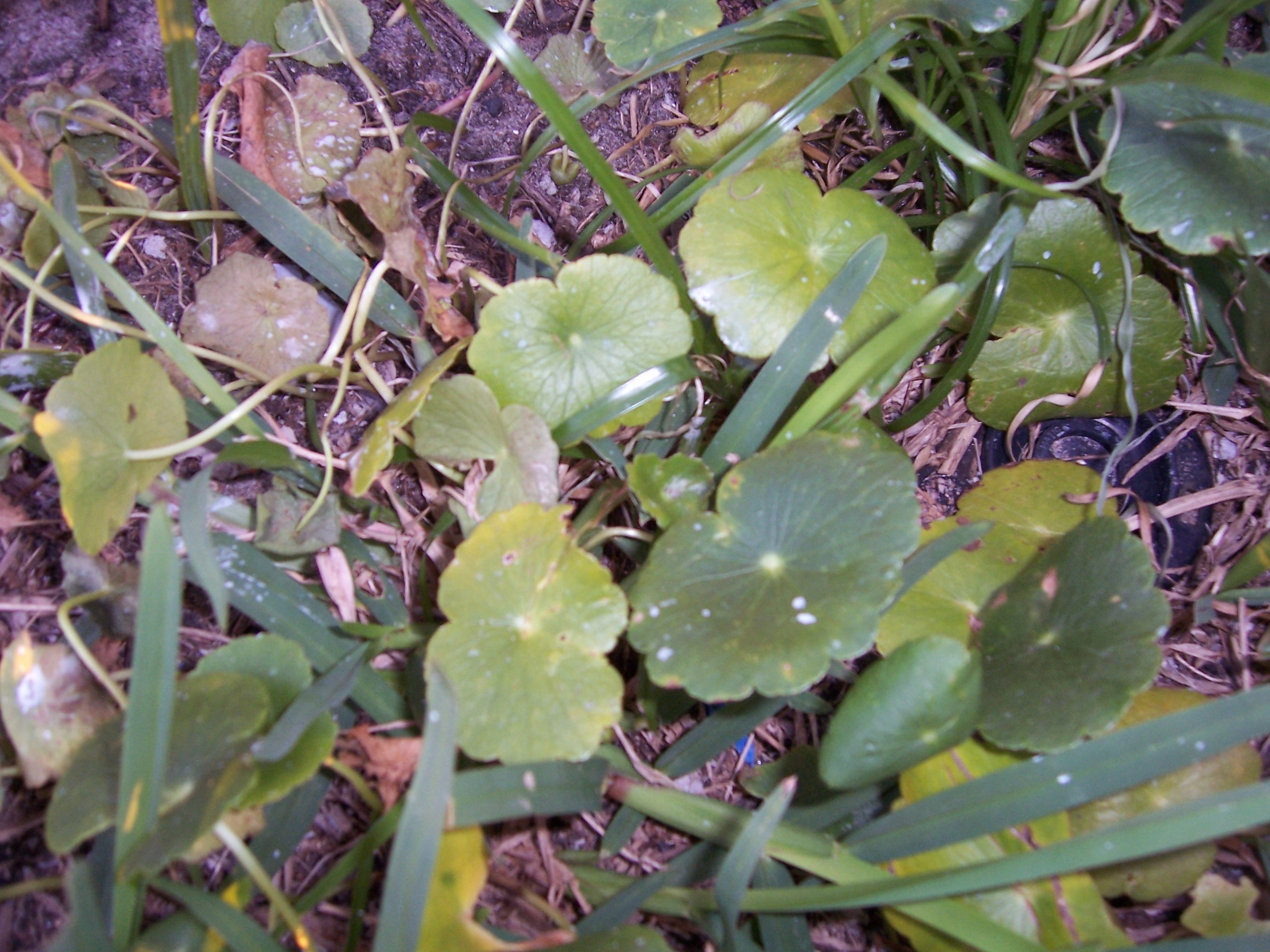
Detalle

## Descripción
Son hierbas acuáticas o subacuáticas, flotantes o rastreras, ligeramente suculentas. Las hojas peltadas, orbiculares, de 0.5–7.5 cm de diámetro, crenadas o levemente 8–20-lobadas; pecíolo delgado, de 0.5–40 cm de largo. Inflorescencias en forma de umbelas simples con 10–60 flores o algunos pedúnculos proliferándose y abrazando verticilos de flores delgado-pediceladas, pedúnculos por lo regular ligeramente más largos que las hojas. Fruto elipsoide, 1–3 mm de diámetro, con costillas evidentes y obtusas.

## Distribución y hábitat
Es una especie común en aguas poco profundas o a la orilla de ríos y lagos en el suroeste de Nicaragua; 40–450 m; fl y fr durante todo el año;  en hábitats acuáticos en las regiones templadas y tropicales de América, introducida en el Viejo Mundo.

## Taxonomía
Hydrocotyle umbellata fue descrito por Carlos Linneo y publicado en Species Plantarum 1: 234. 1753.
Sinonimia
- Hydrocotyle ambigua Britton, Sterns & Poggenb.
- Hydrocotyle caffra Meisn.
- Hydrocotyle fluitans DC.
- Hydrocotyle petiolaris DC.
- Hydrocotyle polystachya A. Rich.
- Hydrocotyle quinqueradiata Thouars ex DC.
- Hydrocotyle scaposa Steud.
- Hydrocotyle umbellulata Michx.[7]